# Nuccia Fumo
Nuccia Fumo, all'anagrafe Anna (Napoli, 8 luglio 1917 – Napoli, 21 settembre 2005), è stata un'attrice italiana.
Rappresentante dell'antica tradizione del teatro napoletano, era sorella di un'altra attrice, Nunzia Fumo.

## Biografia
Figlia d'arte, il padre Eugenio fondò la compagnia Cafiero Fumo che rappresentò con successo, negli anni venti, la sceneggiata napoletana, mentre sua madre apparteneva ad una famiglia di attori, ed era sorella di un tenore. Nuccia iniziò a calcare il palcoscenico sin dall'età di 4 anni. 

### Il teatro
Lavorò con la compagnia di Vincenzo Scarpetta, per poi passare con la compagnia Maggio a recitare nella sceneggiata, prima di stabilire un importante sodalizio artistico con Peppino De Filippo, grazie al quale perfezionò la sua arte recitativa improntandola a una grande linearità e verve ironica.
Nel 1970, con Rosalia Maggio, prende parte alla compagnia di Mario Trevi nella sceneggiata Sulitario. Alla fine degli anni settanta lavorò anche, seppur in brevi parti, con Eduardo De Filippo, per poi cimentarsi con il repertorio scarpettiano in commedie di successo popolare tra cui Tre cazune fortunate, e 'E nepute d'o Sinneco.
In Cupido scherza ...e spazza, recitò nella parte de' "a'diavula", farsa in atto unico realizzata per la Rai, con la regia di Romolo Siena. 
Recitò anche con Strehler (fu Sgricia ne I giganti della montagna), Scaparro, Nello Mascia e Aldo e Carlo Giuffré, con i quali andò in scena nello spettacolo La fortuna con l'effe maiuscola, vincitrice del premio Agis di Taormina nel 1991.
Negli ultimi anni della sua vita ha collaborato con il Teatro Il Primo di Arnolfo Petri, interpretando Dal Borgo a Scalo Marittimo, due atti unici di Viviani, insieme ad Antonio Casagrande, per la regia di Salvatore Sannino. Sarà questa la sua ultima apparizione ufficiale in scena.

### Il cinema
Il cinema la scoprì negli ultimi anni della sua carriera, con parti minori e spesso in coppia con la sorella Nunzia. Le due sorelle recitarono la parte delle vecchine ironiche e disincantate, nel  film Così parlò Bellavista (1984) di Luciano De Crescenzo, così come in altre successive interpretazioni sul grande schermo.

### Morte
È morta nel 2005 a Napoli nella sua casa di via Salvator Rosa all'età di 88 anni.

## Filmografia

### Cinema
- Questi fantasmi, regia di Eduardo De Filippo (1954)
- Perfide ma... belle di Giorgio Simonelli (1958)
- Operazione San Gennaro, regia di Dino Risi (1966)
- Signore e signori, buonanotte, episodio Il Disgraziometro (1976)
- Nel segno del leone, regia di Mario Garbetta (1981)
- Lacrime napulitane, regia di Ciro Ippolito (1981)
- Succede a Napoli, regia di Mario Garbetta (1983)
- Così parlò Bellavista, regia di Luciano De Crescenzo (1984)
- Il mistero di Bellavista, regia di Luciano De Crescenzo (1985)
- Uccelli d'Italia, regia di Ciro Ippolito (1985)
- Il tenente dei carabinieri, regia di Maurizio Ponzi (1986)
- Speriamo che sia femmina, regia di Mario Monicelli (1986)
- Fotoromanzo, regia di Mariano Laurenti (1986)
- 32 dicembre, regia di Luciano De Crescenzo (1987)
- Chiari di luna, regia di Lello Arena (1988)
- La casa del sorriso, regia di Marco Ferreri (1988)
- Sabato, domenica e lunedì, regia di Lina Wertmüller - film TV (1990)
- Pensavo fosse amore... invece era un calesse, regia di Massimo Troisi (1991)
- Pacco, doppio pacco e contropaccotto, regia di Nanni Loy (1993)
- Sono pazzo di Iris Blond, regia di Carlo Verdone (1996)
- A spasso nel tempo - L'avventura continua, regia di Carlo Vanzina (1997)
- Non lo sappiamo ancora, regia di Stefano Bambini e Lino D'Angiò (1999)
- Lontano in fondo agli occhi, regia di Giuseppe Rocca (2000)
- Certi bambini, regia di Antonio Frazzi e Andrea Frazzi (2004)
- Leone e Giampiero, regia di Salvatore Scarico (2006)

### Televisione
- Peppino Girella, regia di Eduardo De Filippo – miniserie TV (1963)
- Michele Settespiriti, regia di Giuseppe Di Martino – miniserie TV (1964)
- L'eredità della priora, regia di Anton Giulio Majano – miniserie TV (1980)